# Thomas Broich
Thomas Broich (* 29. Januar 1981 in München) ist ein ehemaliger deutscher Fußballspieler. In seiner aktiven Karriere spielte er in der Bundesliga für Borussia Mönchengladbach, den 1. FC Köln und den 1. FC Nürnberg. Anschließend war er von 2010 bis zu seinem Karriereende im Jahr 2017 beim australischen Erstligisten Brisbane Roar unter Vertrag, mit dem er dreimal die nationale Meisterschaft gewann.
Seit 2018 ist er Taktik-Experte für den Streaming-Sender DAZN sowie bei der Sportschau im Ersten. Darüber hinaus war er Jugendtrainer bei Eintracht Frankfurt. Von 2022 bis 2024 war er als „Leiter Methodik“ im Nachwuchsbereich von Hertha BSC tätig.
Zum 1. Juli 2024 übernahm er die Position des Sportlichen Leiters im Nachwuchsleistungszentrum bei Borussia Dortmund.

## Karriere

### Vereine
Broich begann sechsjährig beim Allgemeinen Sportverein Rott/Inn mit dem Fußballspielen. Vom 12. bis 15. Lebensjahr war er in der Jugendmannschaft des TSV 1860 Rosenheim und bis zum 19. Lebensjahr in der Jugendabteilung der SpVgg Unterhaching aktiv.
Der Jugend entwachsen, rückte er in die Amateurmannschaft der SpVgg Unterhaching und stieg mit dieser in die Bayernliga auf. Da ihn Trainer Köstner nicht in der ersten Mannschaft einsetzte, verließ Broich Unterhaching und ging 2001 zu Wacker Burghausen in die Regionalliga Süd. Mit Wacker Burghausen stieg er 2002 in die 2. Bundesliga auf. Im Januar 2004 wechselte er zum Bundesligisten Borussia Mönchengladbach. Am 20. September 2005 schoss er das 40.000 Tor in der Geschichte der Bundesliga. Im Juni 2006 verließ er die Borussia und unterschrieb beim Zweitligisten 1. FC Köln einen bis zum 30. Juni 2009 gültigen Vertrag. In der Saison 2007/08 gelang ihm mit Köln der Aufstieg in die Bundesliga.
Im Juni 2009 wechselte Broich zum Bundesliga-Aufsteiger 1. FC Nürnberg. Für diesen debütierte er am 22. August 2009 (3. Spieltag) – nach einer Verletzungspause – bei der 0:2-Niederlage im Heimspiel gegen Hannover 96 über 90 Minuten. In der Hinrunde wurde er nur noch fünfmal eingesetzt. Nachdem der Verein in der Winterpause weitere Verstärkungen verpflichtet und auch den Trainer gewechselt hatte, kam Broich nur noch zu einem Einsatz in der Rückrunde. Nach der Saison 2009/10 plante Trainer Dieter Hecking die nächste Saison ohne ihn.
Broich, dem mehrere Angebote aus dem Ausland vorlagen, wechselte nach Australien und unterzeichnete beim australischen Erstligisten Brisbane Roar einen Vertrag mit dreijähriger Laufzeit. Mit dem Verein gewann Broich 2011 die australische Meisterschaft und wurde zum zweitbesten Spieler der Liga gewählt. Am 26. November 2011 kam es zum 36. Spiel ohne Niederlage in Folge; damit wurde ein 74 Jahre alter australischer Sportrekord gebrochen. Am 10. April 2012 wurde er als bester Spieler der Saison 2011/12 mit der Johnny Warren Medal ausgezeichnet. Die Saison 2011/12 beendete Brisbane Roar als australischer Meister. Im September 2012 verlängerte Broich seinen Vertrag vorzeitig bis 2017.
Am 28. April 2014 wurde Broich zum dritten Mal australischer Meister und zum zweiten Mal als bester Spieler der A-League mit der Johnny Warren Medal ausgezeichnet. Er ist damit der erste ausländische Spieler, der diese Auszeichnung zweimal erhielt. Im September 2014 wurde er auch zum Fußballer des Jahrzehnts in Australien gewählt. 2017 war er der erste Spieler, der in die neu gegründete Hall of Fame des Vereins aufgenommen wurde.
Anfang August 2017 beendete Broich seine aktive Karriere, um in Deutschland seine Ausbildung zum Fußballtrainer zu beginnen und Teil des Trainerteams von Brisbane City FC zu werden. Den Gedanken hat er aber bereits im Februar 2018 unter Bezugnahme auf viele Jobangebote in Deutschland verworfen.

### Nationalmannschaft
Broich spielte von November 2002 bis März 2004 siebenmal für die U21-Nationalmannschaft sowie von 2004 bis 2005 zweimal für das Team 2006.

## Erfolge
SpVgg Unterhaching Amateure
- Aufstieg in die Bayernliga: 2001

Wacker Burghausen
- Aufstieg in die 2. Bundesliga: 2002

1. FC Köln
- Aufstieg in die Bundesliga: 2008

Brisbane Roar
- Australischer Meister: 2011, 2012, 2014

Persönliche Auszeichnungen
- Fußballer des Jahrzehnts in der A-League: 2014
- Johnny Warren Medal: 2012, 2014
- Joe Marston Medal: 2014
- Nominierung in das PFA Team of the Year: 2011, 2012, 2014

## Medien
Der Bonner Filmemacher, Regisseur und Grimme-Preisträger Aljoscha Pause begleitete Broich von 2003 bis 2011 mit der Kamera und traf ihn in dieser Zeit rund 40-mal. Aus der Langzeitstudie entstand ein 135-minütiger Kinofilm mit dem Titel Tom meets Zizou – Kein Sommermärchen. Dieser hatte am 25. März 2011 als Eröffnungsfilm des 8. Internationalen Fußballfilmfestivals 11mm in Berlin Premiere.

## Nach der aktiven Zeit
Gemeinsam mit Jérôme Polenz ist Broich Gründer und Geschäftsführer der zonal.ly GmbH. Unter dieser Marke betreiben sie seit 2018 einen Fußball-Blog und erstellen für den Streaming-Sender DAZN im Rahmen des Formats Tom and Jiro Talking Tactics Videoclips über Taktiken von Fußballmannschaften, in denen sie zusammen als Experten auftreten. Für die Sportschau im Ersten bereiten sie ebenfalls Taktikanalysen auf.
2019 arbeitete er als ARD-Kommentator bei der U21-Europameisterschaft 2019 und kommentierte dort u. a. das Finale der deutschen U21-Mannschaft gegen Spanien.
In der Saison 2020/21 übernahm Broich gemeinsam mit Polenz die C1-Junioren (U15) von Eintracht Frankfurt. Nach einer Saison verließen sie den Verein wieder.
Zum 1. Januar 2022 wurde Broich Leiter Methodik in der Juniorenabteilung bei Hertha BSC, wo er sich um die Entwicklung und methodische Vermittlung handlungsleitender Prinzipien für die Spielweise der Nachwuchsspieler kümmerte. Zum 1. Juli 2024 wechselte er zu Borussia Dortmund, wo er die Nachfolge von Lars Ricken als Sportlicher Leiter im Nachwuchsleistungszentrum antrat. Sein Vertrag gilt für drei Jahre bis zum 30. Juni 2027.
Bei der Fußball-Weltmeisterschaft 2022 in Katar fungierte Broich als ARD-Sportschau-Experte. Diese Aufgabe übernahm er ebenfalls wieder für die ARD-Sportschau bei der Fußball-Europameisterschaft 2024 in Deutschland.